# Anthodioctes panamensis
Anthodioctes panamensis là một loài Hymenoptera trong họ Megachilidae. Loài này được Urban mô tả khoa học năm 1998.